# Ecliptopera cuneata
Ecliptopera cuneata är en fjärilsart som beskrevs av Donovan 1810. Ecliptopera cuneata ingår i släktet Ecliptopera och familjen mätare. Inga underarter finns listade i Catalogue of Life.